# Hydrangea

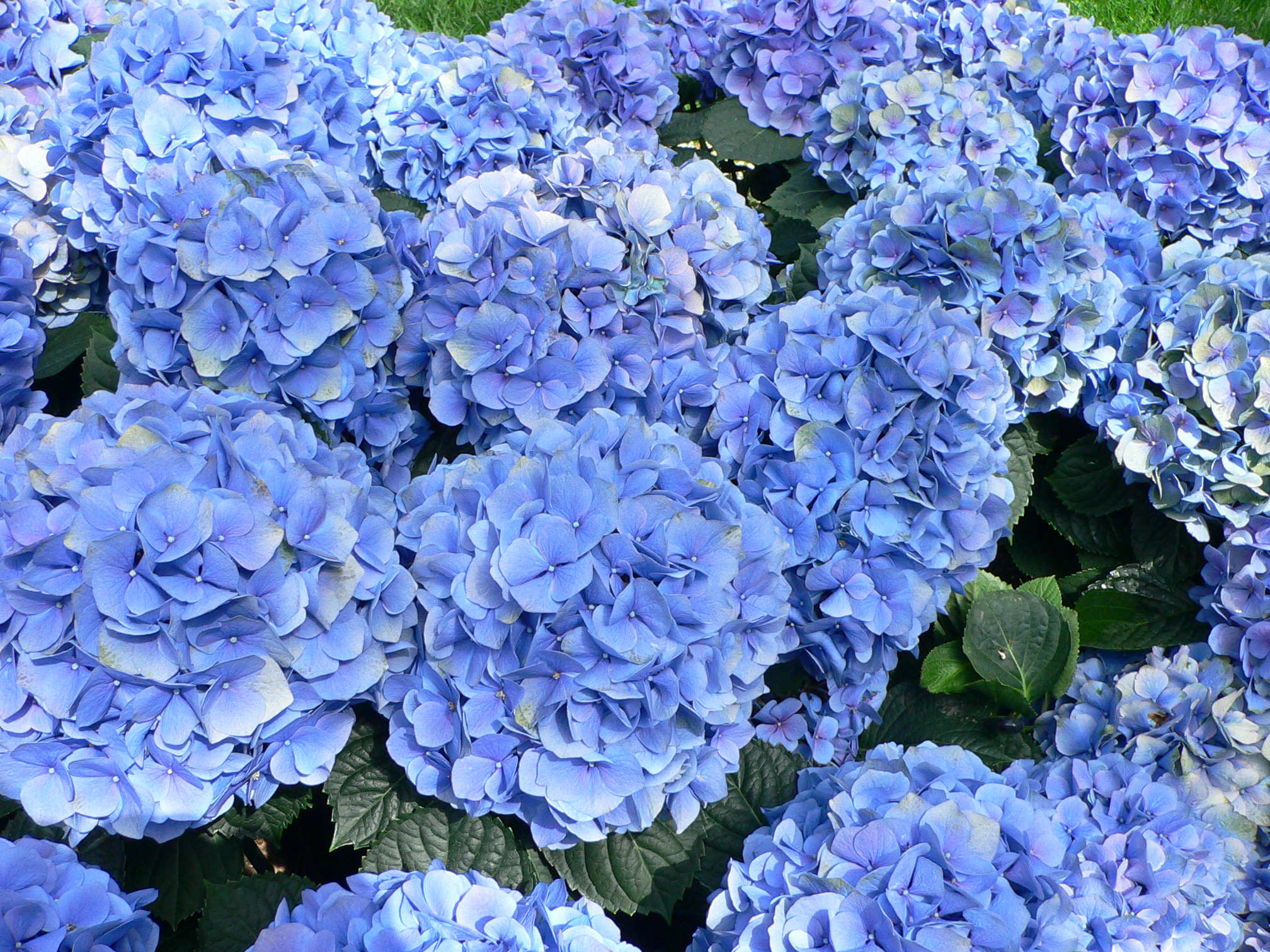
Hydrangea macrophylla (com flor azul, em solo ácido).

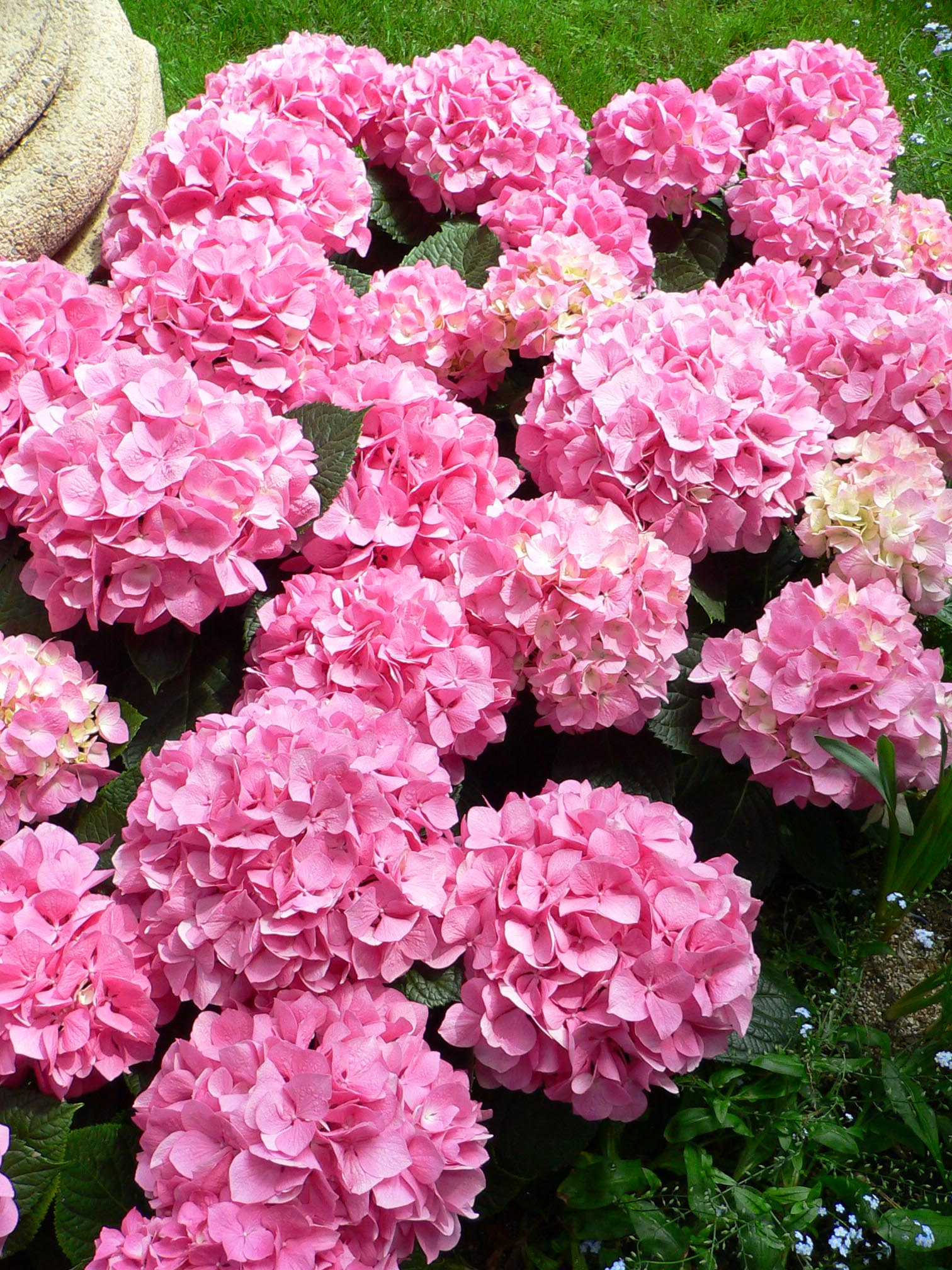
Hydrangea macrophylla (com flor rosada, em solo alcalino).

Hidrângea é um género de plantas fanerogâmicas pertencente à família Hydrangeaceae também chamado hidranja ou hortênsia, que inclui cerca de 80 espécies, na sua maioria nativas do leste e sul da Ásia (desde o Japão e China, aos Himalaias e Indonésia) mas com algumas espécies nas Américas. A maioria das espécies são arbustos (com 1 a 3 m de altura), mas algumas são pequenas árvores e lianas. Inclui a hortênsia (Hydrangea macrophylla), utilizada como planta ornamental.
Algumas espécies do género Schizophragma, também da família Hydrangeaceae, são comercializadas sob o nome de "hydrangea" ou "hidrângea", especialmente a espécie Schizophragma hydrangeoides que apresenta grande semelhança morfológica com Hydrangea petiolaris (ambas as espécies são vendidas como "hidrângeas trepadoras").

## Descrição
A maioria das espécies de Hydrangea são  arbustos com 1–3 m de altura, mas algumas são pequenas árvores e outras são  lianas que alcançam os 30 m de comprimento trepando pelas árvores. Podem ser de folha caduca ou perene, embora as mais amplamente cultivadas, espécies de climas temperados, sejam de folha caduca.
As espécies do género Hydrangea produzem flores desde o início da primavera até finais do outono. As flores agrupam-se em inflorescências terminais no extremo dos ramos mais jovens. Cada flor individual é relativamente pequena, a sua coloração é realçada por um círculo de brácteas modificadas localizadas em redor de cada flor.
As espécies que apresentam coloração com uma componente de azul, as várias colorações, como vermelho, malva, púrpura, violeta e azul que ocorrem nas flores são produzidas por uma simples antocianina, a mirtilina (delfinidina-3-glucosídeo). Aquele composto forma complexos com íons de metais, as metaloantocianinas, as quais se combinam com outros pigmentos para produzir a cor da flor. Nessas espécies, as flores podem ser cor de rosa, ou azuis, dependendo em parte do pH do solo. Em solos relativamente ácidos (pH entre 4,5 e 5), as flores tendem para o azul; em solos mais alcalinos (pH entre 6 e 6,5), as flores adquirem uma cor rosa; e em solos alcalinos (pH em torno de 8) as flores são esbranquiçadas.

## Espécies
O género Hydrangea inclui as seguintes espécies:
| - Hydrangea anomala - Hydrangea arborescens - Hydrangea aspera - Hydrangea bretschneideri - Hydrangea candida - Hydrangea caudatifolia - Hydrangea chinensis - Hydrangea chungii - Hydrangea cinerea - Hydrangea coacta - Hydrangea coenobialis - Hydrangea davidii - Hydrangea dumicola - Hydrangea gracilis - Hydrangea heteromalla - Hydrangea hirta - Hydrangea hypoglauca - Hydrangea integrifolia - Hydrangea involucrata - Hydrangea kawakamii - Hydrangea kwangsiensis - Hydrangea kwangtungensis | - Hydrangea lingii - Hydrangea linkweiensis - Hydrangea longifolia - Hydrangea longipes - Hydrangea macrocarpa - Hydrangea macrophylla - Hydrangea mangshanensis - Hydrangea paniculata - Hydrangea petiolaris - Hydrangea quercifolia - Hydrangea radiata - Hydrangea robusta - Hydrangea sargentiana - Hydrangea scandens - Hydrangea serrata - Hydrangea serratifolia - Hydrangea stenophylla - Hydrangea strigosa - Hydrangea stylosa - Hydrangea sungpanensis - Hydrangea xanthoneura - Hydrangea zhewanensis |

## Sinonímia
- Cornidia Ruiz et Pav.
- Hortensia Comm.
- Sarcostyles C. Presl ex DC.

## Classificação do género
No antigo sistema lineano de classificação, o género tinha a seguinte classificação:
| Sistema | Classificação                   | Referência               |
| ------- | ------------------------------- | ------------------------ |
| Linné   | Classe Decandria, ordem Digynia | Species plantarum (1753) |

## Galeria

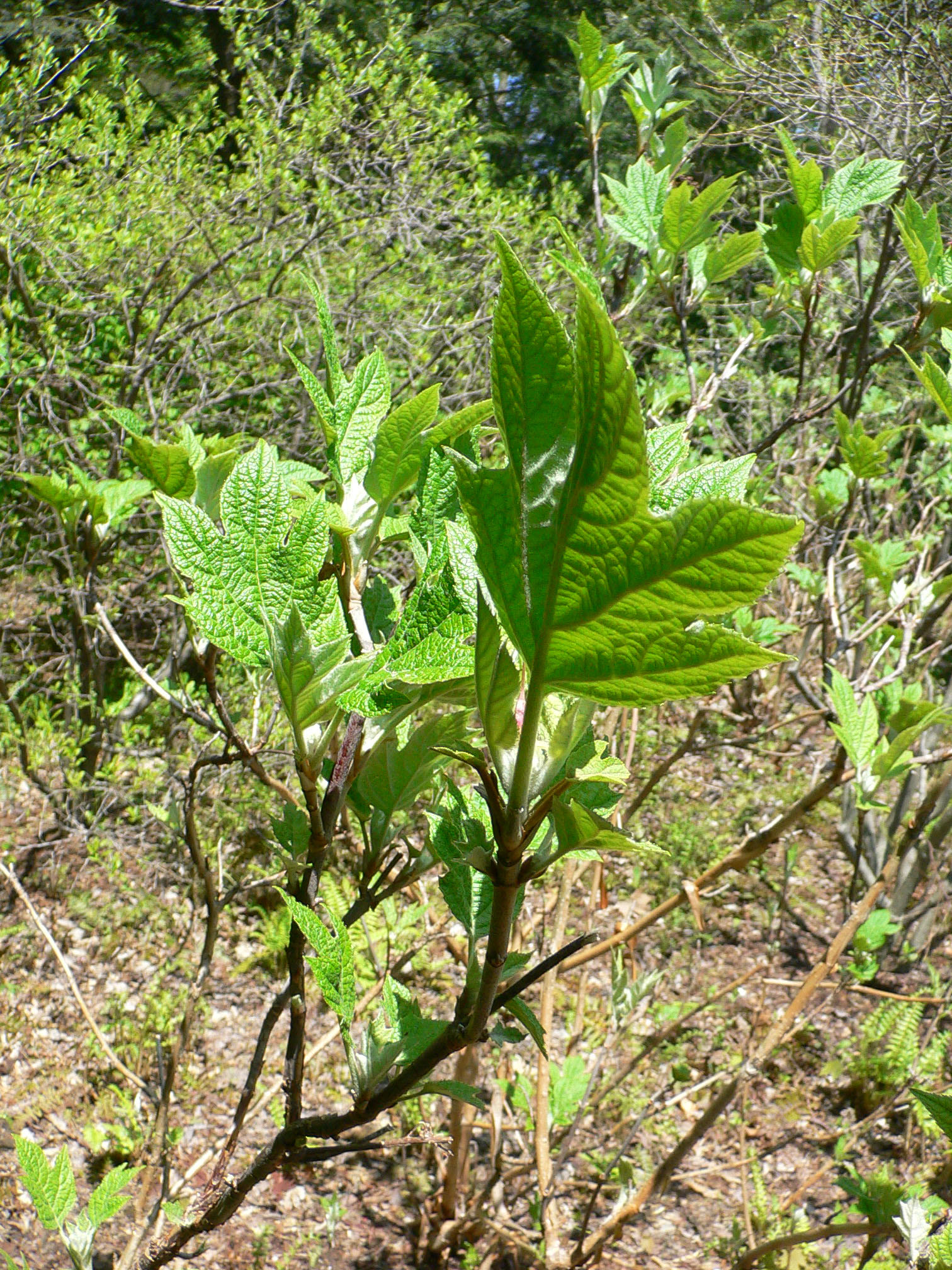
Hydrangea quercifolia.
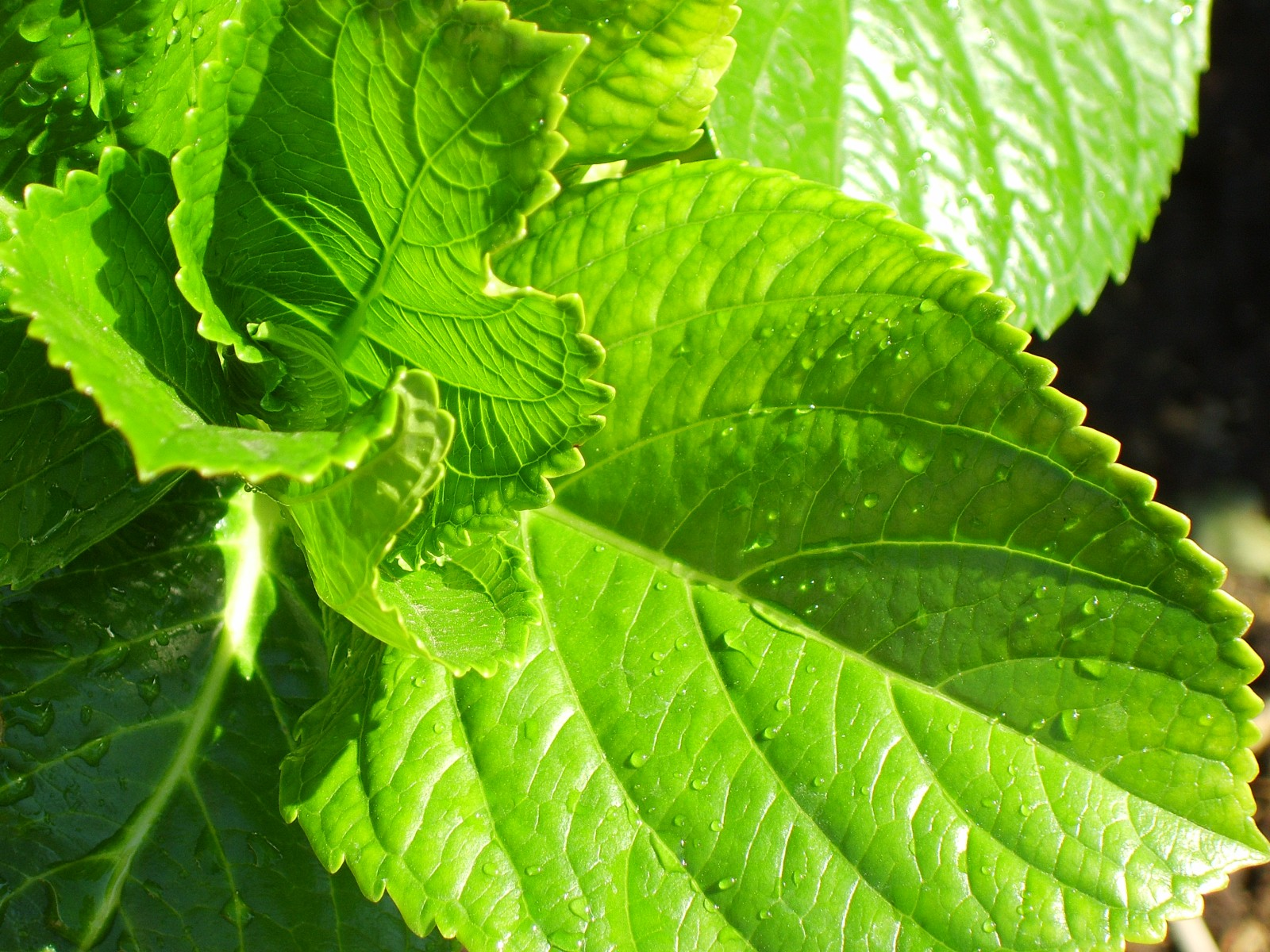
Hydrangea macrophylla, folhas.
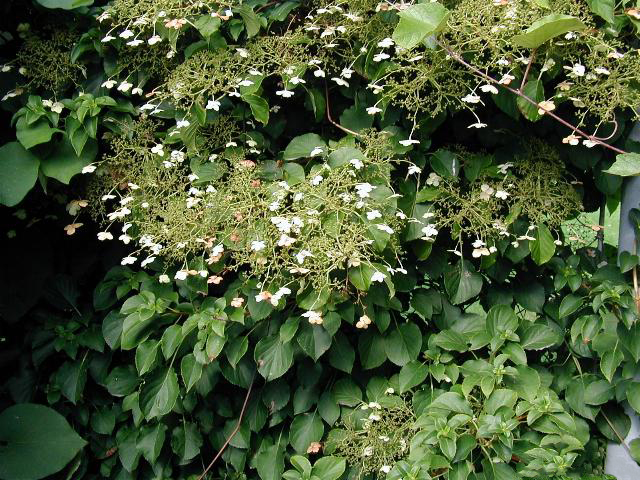
Hydrangea petiolaris.
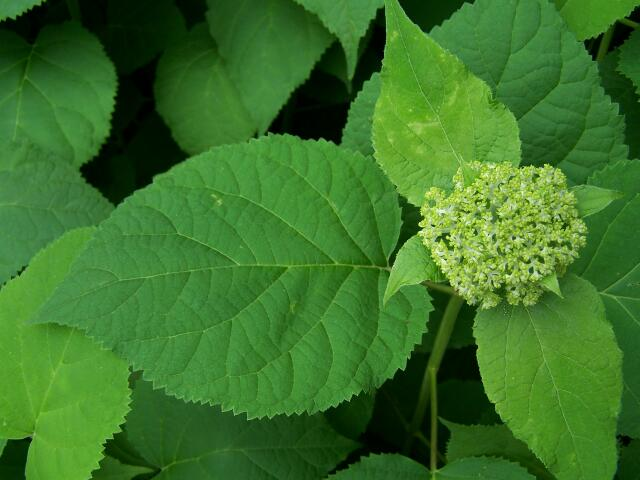
Hydrangea arborescens.
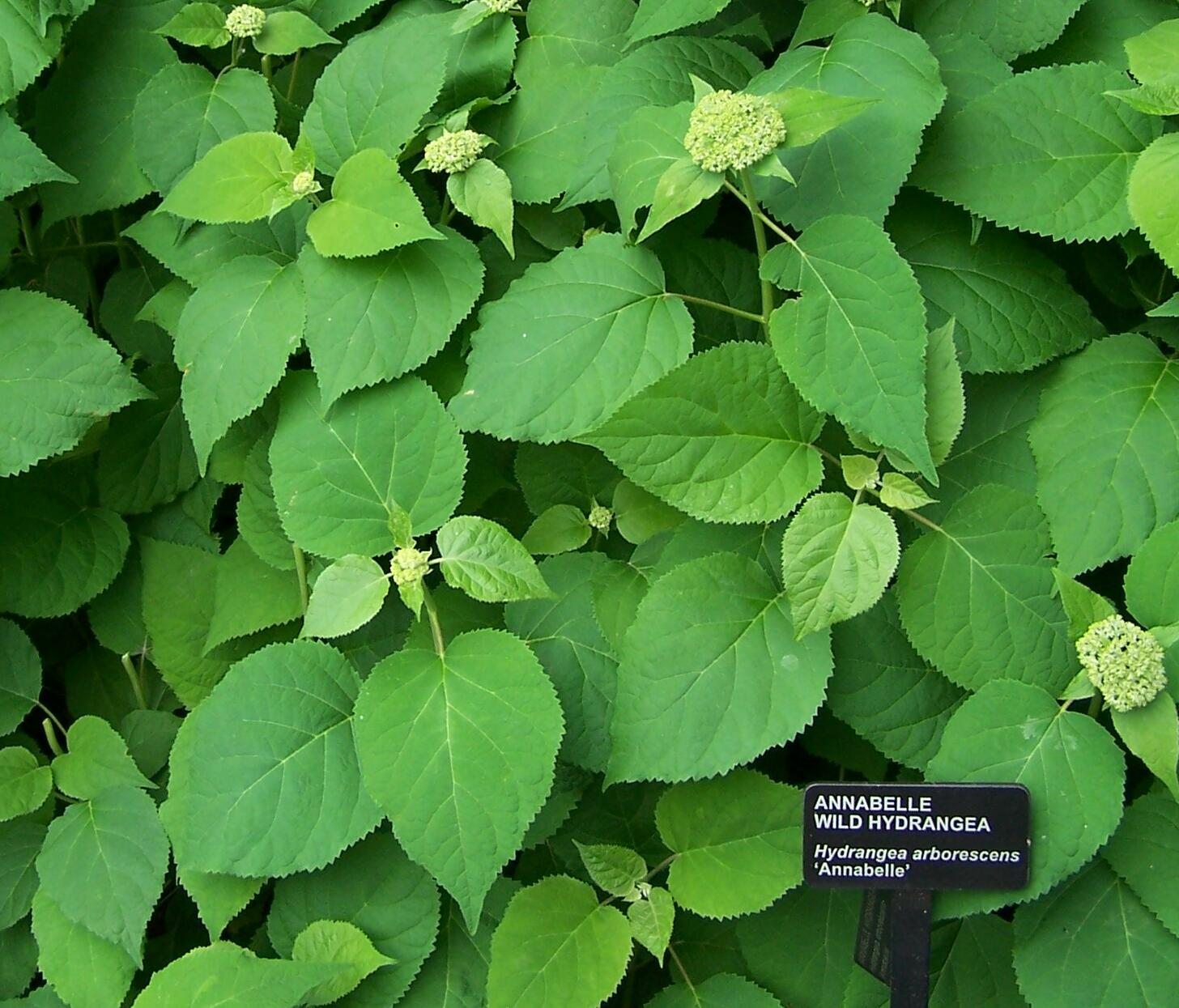
Hydrangea arborescens.
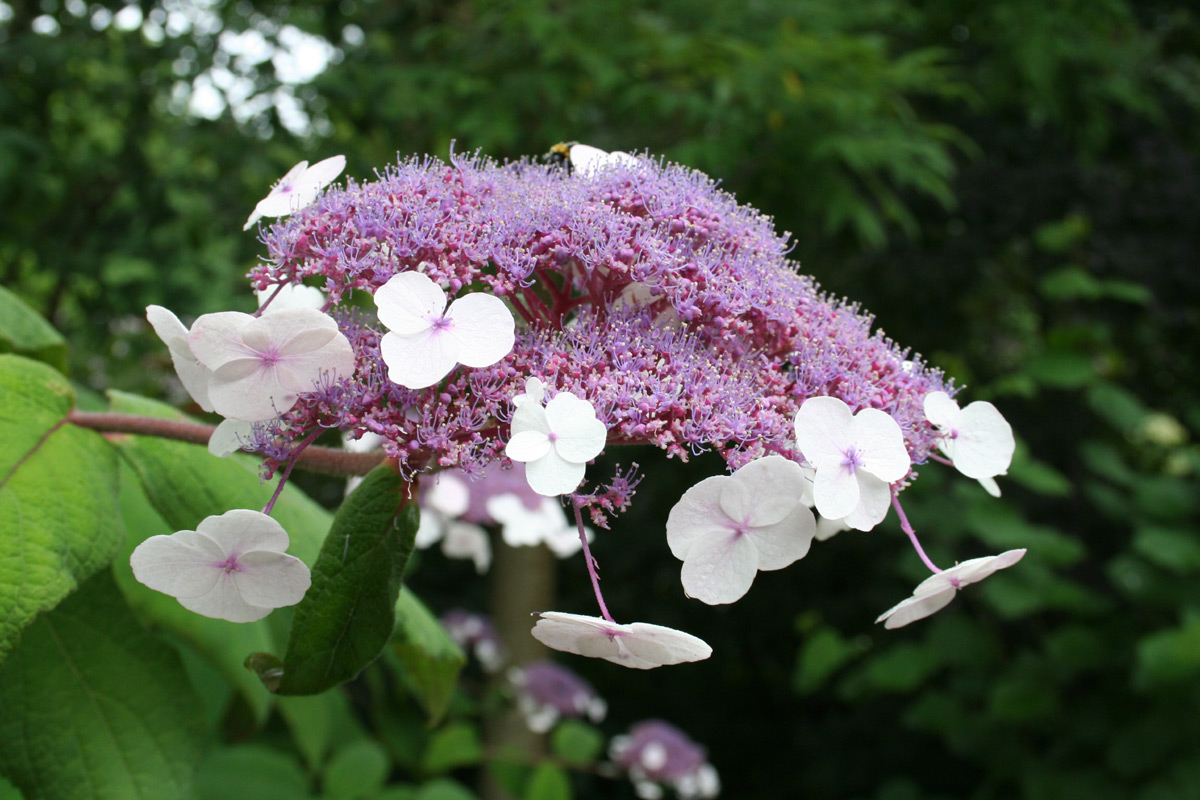
Hydrangea aspera ssp. sargentiana
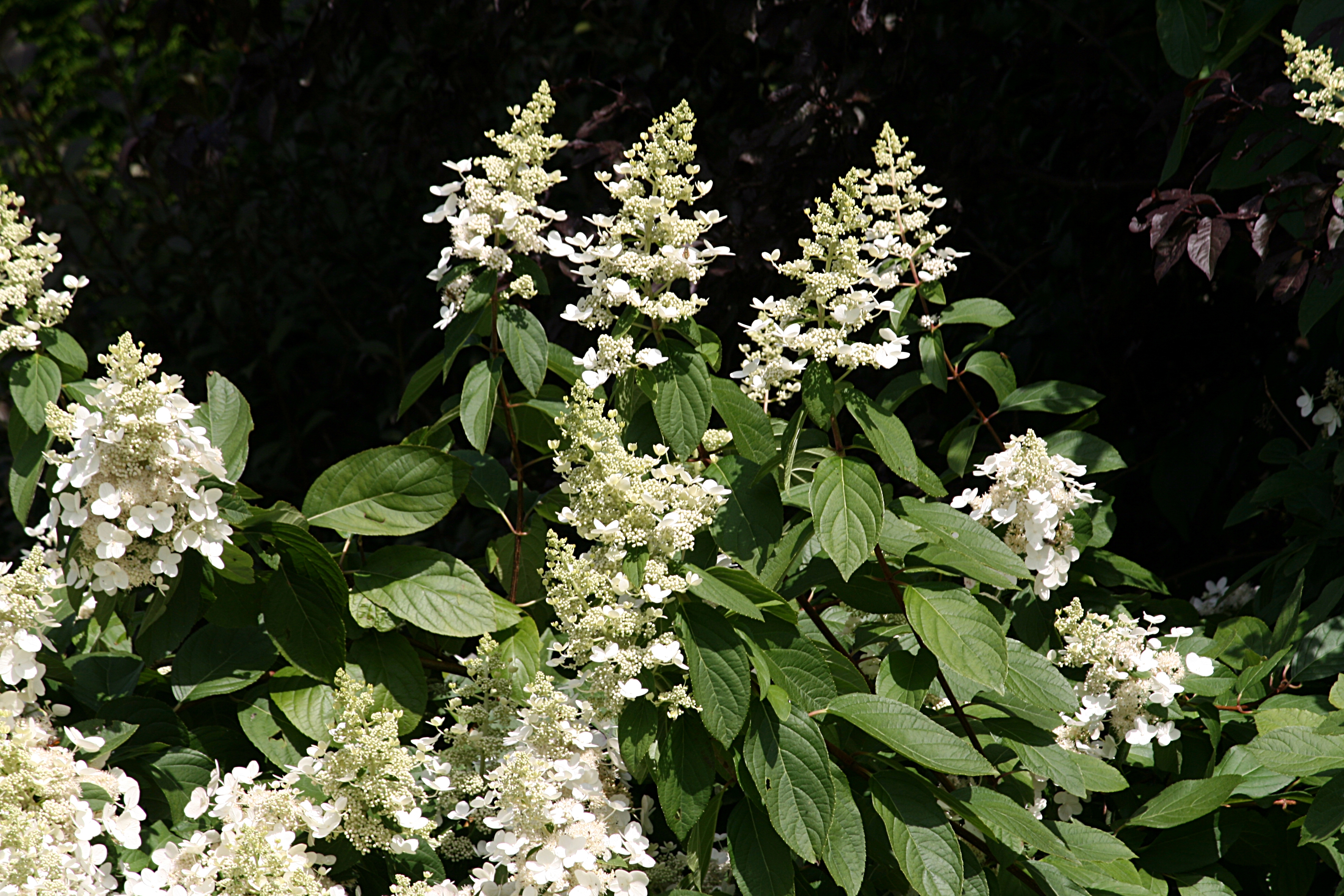
Hydrangea paniculata.
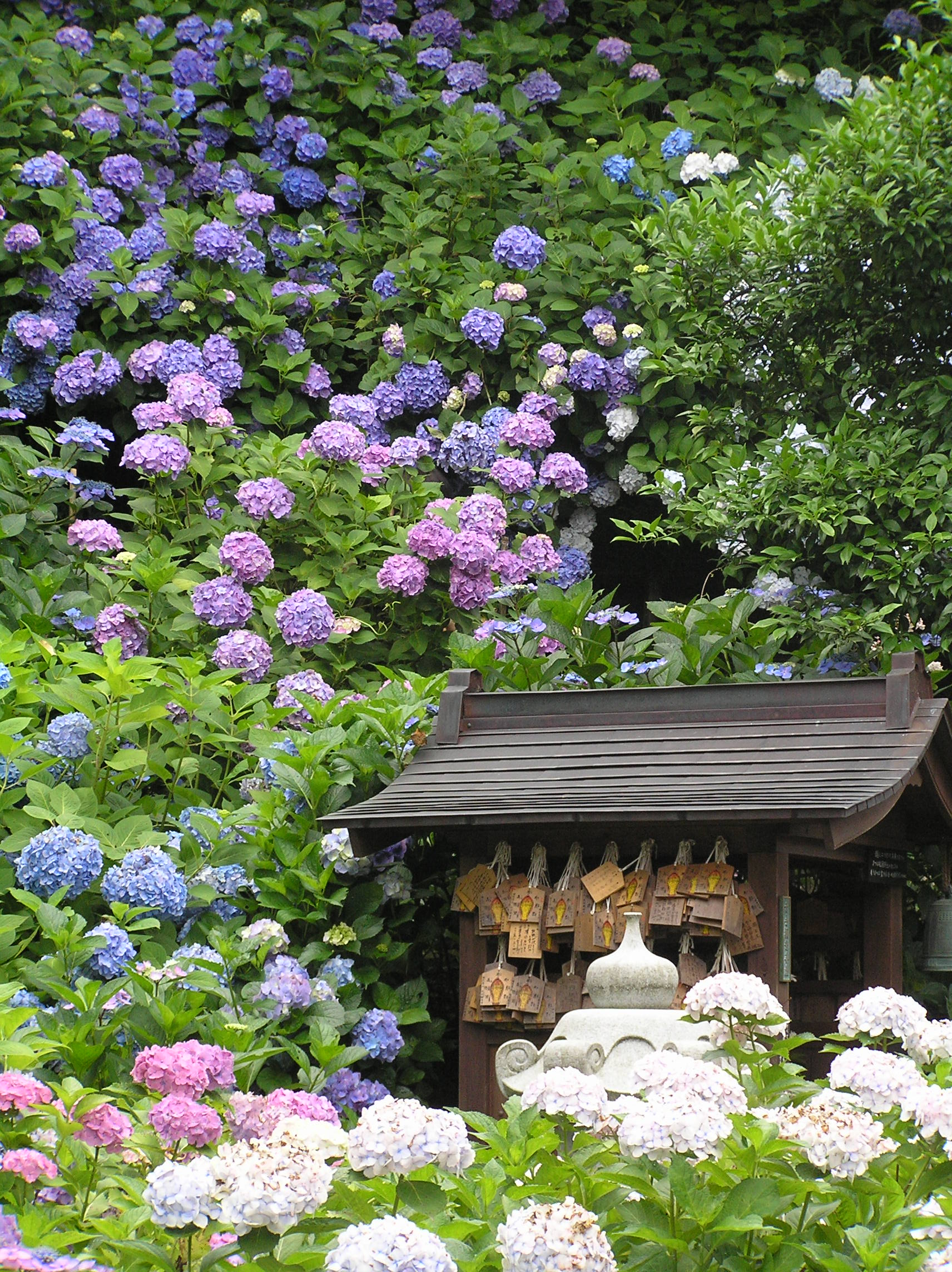
Flores de Hydrangea no templo de Kanonji
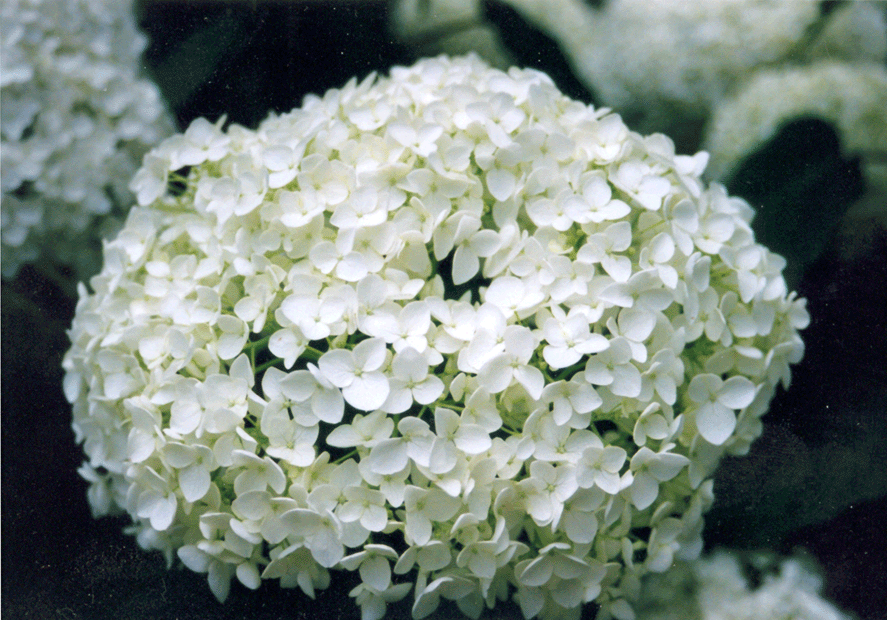
Hydrangea macrophylla, flores.
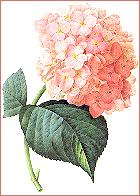
Hydrangea sp. (pintura de Redouté). (Japão).